# Trombinový čas
Trombinový čas (anglic. thrombin time, TT) je laboratorní koagulační test, který zkoumá poslední fázi procesu hemokoagulace, tj. štěpení fibrinogenu trombinem.
Trombin přidaný v přebytku ke vzorku plazmy odštěpuje z jedné molekuly fibrinogenu 2 molekuly fibrinopeptidu A a 2 molekuly fibrinopeptidu B. Z fibrinogenu se tak vytváří fibrinové monomery, které polymerují za vzniku fibrinové sraženiny – tuto fázi zachytí trombinový čas.

## Využití
Normální hodnota trombinového času je obvykle 11-19 sekund. Výsledek se někdy také vyjadřuje jako poměr R (trombinový čas pacienta dělený trombinovým časem normální plazmy). Test umožňuje zjistit abnormality fibrinogenu:
- hypofibrinogenémie - nízká hladina fibrinogenu
- dysfibrinogenémie - abnormality v molekule fibrinogenu, které narušují jeho funkci
- přítomnost fibrin degradačních produktů (FDP), inhibitorů trombinu (heparin, hirudin, lupus antikoagulans).

Trombinový čas je prodloužen při diseminované intravaskulární koagulaci („DIC“, způsobeno přítomností fibrin degradačních produktů (FDP) a sníženou hladinou fibrinogenu), ale TT není pro stanovení diagnózy DIC nezbytný, protože FDP a fibrinogen mohou být změřeny přímo. Trombinový čas se používá i pro monitorování trombolytické terapie (opět prodloužený čas za přítomnosti FDP). Trombinový čas je prodloužený i u hyperfibrinogenémie (vysoká hladina fibrinogenu).
TT je také prodloužený u pacientů s amyloidózou, protože je blokována přeměna fibrinogenu na
fibrin.
Při léčbě heparinem se trombinový čas prodlužuje na 2-4 násobek.

## Laboratorní měření

### Metoda
TT se vyšetřuje v krevní plazmě. Žilní krev se odebere do zkumavky
obsahující citrát (3,8% citrát sodný, poměr citrátu a krve - 1:9), který zabrání srážení, protože váže vápník z
odebrané krve. Nesrážlivá krev je poté promíchána, centrifugována, aby se oddělila vrstva plazmy, ze které se provede
vyšetření. Poměr citrátu a krve by měl být vždy dodržen, aby naměřené výsledky byly přesné.
Vzorek se analyzuje v automatickém analyzátoru, který odebere přesné množství plazmy do plastové kyvety
(ohřáté na 37 C) a přidá k ní opět přesné množství trombinové reagencie. Od okamžiku přidání reagencie se měří čas až
do vzniku koagula, které analyzátor zjistí např. opticky (podle změny rozptylu světla, které prochází kyvetou) nebo
mechanicky (v kyvetě se pohybuje v magnetickém poli kovová kulička a její pohyb se v okamžiku vzniku koagula zastaví).

### Interpretace
TT se využívá při diagnostice dysfibrinogenémie u pacientů s hyperkoagulačními a/nebo krvácivými stavy. Často se
provádí poté, co základní panel testů vyloučí mnohem běžnější poruchy, protože dysfibrinogenémie není častá.
Jestliže je trombinový čas prodloužen, provádí se směsný test (vyšetření je zopakováno s plazmou pacienta, která je
naředěná normální plazmou v poměru 1:1). Trombinový čas naředěné plazmy zůstává prodloužený, jestliže bylo prodloužení
způsobeno heparinem, fibrin degradačními produkty (FDP), hirudinem nebo jinými inhibitory trombinu. Jestliže je
trombinový čas naředěné plazmy normální, pak je příčinou nízká hladina fibrinogenu nebo dysfibrinogenémie. Závěr lze
upřesnit pomocí testu reptilázový čas, který není prodloužen za přítomnosti heparinu.

## Historie
Trombinový čas byl dříve používán k detekci heparinové kontaminace ve vzorcích a k monitorování heparinové terapie u
pacientů (sledování hladiny heparinu), u kterých nebylo možné vyšetřit APTT. TT je ale příliš citlivý na
přítomnost heparinu a test není pro tento účel standardizován. V současnosti se používají testy, které hladinu heparinu stanovují pomocí chromogenní metody, která zjišťuje zbývající aktivitu faktoru Xa (známý přebytek aktivovaného faktoru Xa je přidán ke vzorku a zde je inhibován přítomným heparinem a antitrombinem).